# Eva Luna
Eva Luna é uma telenovela venezuelana-americana coproduzida pela Univision e Venevisión e exibida originalmente de 1.º de novembro de 2010 a 11 de maio de 2011, em 114 capítulos.
Baseada na telenovela norte-americana Aguamarina, o enredo segue as ações de Eva González, que busca encontrar o responsável pelo acidente de trânsito que vitimou seu pai. No entanto, começa a desconfiar de Daniel, o homem que ela ama. Blanca Soto e Guy Ecker interpretam os protagonistas da trama, enquanto Susana Dosamantes, Julián Gil e Vanessa Villela interpretam os antagonistas.
Eva Luna foi transmitida em outros países, como Argentina, México e Venezuela Tornou-se a produção estrangeira mais vista na Argentina e recebeu inúmeras nomeações ao Premios Juventud, vencendo a categoria de melhor tema musical.